# Bremar Cup 1977 - Doppio
Il doppio del torneo di tennis Bremar Cup 1977, facente parte del WTA Tour 1977, ha avuto come vincitrici Billie Jean King e Renáta Tomanová che hanno battuto in finale Virginia Wade e Betty Stöve con il punteggio di 6–2, 6–3.

## Tabellone

### Legenda
| - Q = Qualificato - WC = Wild card - LL = Lucky loser | - ALT = Alternate - SE = Special Exempt - PR = Protected Ranking | - w/o = Walkover - r = Ritirato - d = Squalificato |

|  | Quarti di finale                 | Quarti di finale                 | Quarti di finale               | Quarti di finale | Quarti di finale |  |  | Semifinali                       | Semifinali                       | Semifinali                       | Semifinali                       | Semifinali                       |   |   | Finale                    | Finale                    | Finale                    | Finale | Finale |  |
|  |                                  |                                  |                                |                  |                  |  |  |                                  |                                  |                                  |                                  |                                  |   |   |                           |                           |                           |        |        |  |
|  | Virginia Wade Betty Stöve        | Virginia Wade Betty Stöve        | Virginia Wade Betty Stöve      | 7                | 6                |  |  |                                  |                                  |                                  |                                  |                                  |   |   |                           |                           |                           |        |        |  |
|  | Michelle Tyler Sabina Simmonds   | Michelle Tyler Sabina Simmonds   | Michelle Tyler Sabina Simmonds | 5                | 4                |  |  | Virginia Wade Betty Stöve        | Virginia Wade Betty Stöve        | Virginia Wade Betty Stöve        | 6                                | 6                                |   |   |                           |                           |                           |        |        |  |
|  | Sharon Walsh Glynis Coles        | Sharon Walsh Glynis Coles        | Sharon Walsh Glynis Coles      | 7                | 6                |  |  | Sharon Walsh Glynis Coles        | Sharon Walsh Glynis Coles        | Sharon Walsh Glynis Coles        | 1                                | 2                                |   |   |                           |                           |                           |        |        |  |
|  | Sue Mappin Lesley Charles        | Sue Mappin Lesley Charles        | Sue Mappin Lesley Charles      | 5                | 3                |  |  |                                  |                                  |                                  |                                  |                                  |   |   | Virginia Wade Betty Stöve | Virginia Wade Betty Stöve | Virginia Wade Betty Stöve | 2      | 3      |  |
|  | Virginia Ruzici Florența Mihai   | Virginia Ruzici Florența Mihai   | Virginia Ruzici Florența Mihai | 6                | 6                |  |  |                                  |                                  | Billie Jean King Renáta Tomanová | Billie Jean King Renáta Tomanová | Billie Jean King Renáta Tomanová | 6 | 6 |                           |                           |                           |        |        |  |
|  | Jackie Fayter Belinda Thompson   | Jackie Fayter Belinda Thompson   | Jackie Fayter Belinda Thompson | 3                | 3                |  |  | Virginia Ruzici Florența Mihai   | Virginia Ruzici Florența Mihai   | Virginia Ruzici Florența Mihai   | 1                                | 3                                |   |   |                           |                           |                           |        |        |  |
|  | Billie Jean King Renáta Tomanová | Billie Jean King Renáta Tomanová | 5                              | 6                | 6                |  |  | Billie Jean King Renáta Tomanová | Billie Jean King Renáta Tomanová | Billie Jean King Renáta Tomanová | 6                                | 6                                |   |   |                           |                           |                           |        |        |  |
|  | Linda Mottram Tanya Harford      | Linda Mottram Tanya Harford      | 7                              | 0                | 1                |  |  |                                  |                                  |                                  |                                  |                                  |   |   |                           |                           |                           |        |        |  |